# 화중초등학교
화중초등학교는 대한민국 경기도 고양시 덕양구 화정1동에 있는 공립 초등학교이다.

## 학교 연혁
- 1995년 11월 14일 : 개교

## 참고 자료
- 화중초등학교 - 한국교육학술정보원 학교알리미